# Leiocrito
Nella mitologia greca, Leiòcrito (o più comunemente Leocrito) era il nome di uno dei guerrieri achei che prese parte alla guerra di Troia, per vendicare il rapimento di Elena, regina di Sparta, per opera di Paride, il troiano suo amante. Menelao, re di Sparta, marito tradito, volle vendicare questo oltraggio e partì con un innumerevole esercito guidato da suo fratello Agamennone, alla volta della città di Troia. Le vicende più interessanti di questo conflitto sono raccontate da Omero nell'Iliade.

## Il mito

### Genealogia e origini
Leiòcrito, figlio di Arisbante, era conosciuto per essere amico di Licomede, un valoroso guerriero acheo, figlio di Creonte, che partecipò anch'egli alla guerra di Troia, distinguendosi tra i più forti. Null'altro, tuttavia, si conosce su questo personaggio, la cui presenza letteraria è limitata a solo due versi dell'Iliade ed un suo breve discorso contro Mentore nel II canto dell'Odissea.

### Nella guerra di Troia
Il ruolo di Leiocrito nella guerra di Troia è assolutamente secondario. L'unica volta in cui viene nominato è in riferimento alla sua morte, avvenuta nel libro XVII dell'Iliade. 

Durante i combattimenti che si svolsero dopo la morte di Patroclo, il fedele compagno di Achille, caduto per mano dell'eroe troiano Ettore, gli Achei e i Troiani si affrontarono con immensa crudeltà per impossessarsi del corpo del morto. I Greci, spinti dal loro coraggio e dal loro affetto per il giovane si dimostrarono molto più audaci dei Troiani, cosicché questi ultimi a causa della loro violenta pressione furono costretti ad arretrare. Tuttavia il dio Apollo in persona, assunto l'aspetto di Perifante, araldo dei Teucri, incitò l'eroe troiano Enea alla battaglia;
Quest'ultimo intervenne tempestivamente per salvare le sorti del suo popolo, e con un balzo scagliò la sua lancia mortale, trafiggendo il giovane Leiòcrito che si apprestava ad avanzare per abbattere qualcuno dei suoi nemici. Ma Licomede, afflitto per la perdita del fedele compagno si vendicò uccidendo a sua volta Apisaone, un guerriero troiano.

### Fonti
- Omero, Iliade, libro XVII, versi 344-345.

### Traduzione delle fonti
- Rosa Calzecchi Onesti, Omero. Iliade, seconda edizione, Torino, Einaudi, 1990, ISBN 978-88-06-17694-5.
- Maria Grazia Ciani, Odissea, Venezia, Marsilio, 1994, ISBN 978-88-317-7426-0.